# Фихтл, Йиржи
Йиржи Фихтл (чеш. Jiří Fichtl; 16 февраля 1921 — 12 ноября 2003) — чехословацкий шахматист, международный мастер (1959).

## Шахматная карьера
Чемпион Чехословакии 1960 года. В 1950 и 1957 гг. становился серебряным призёром чемпионата страны.
В составе национальной сборной участник следующих соревнований:
- 4 олимпиады (1954, 1958—1962). На олимпиаде 1958 года, играя на 3-й доске, завоевал серебряную медаль в индивидуальном зачёте.
- 2 командных чемпионата Европы (1957—1961). На чемпионате 1957 года, играя на 7-й доске, завоевал 2 бронзовые медали — в команде и в индивидуальном зачёте.

Лучшие результаты в международных турнирах: Прага (1956) — 1; Щавно-Здруй (1957) — 7; Марианске-Лазне (1959) — 5—10.

## Изменения рейтинга
| Графики недоступны из-за технических проблем. См. информацию на Фабрикаторе и на mediawiki.org. |